# ناو ادمیرال هیپر
ناو آدمیرال هیپر (به انگلیسی: German cruiser Admiral Hipper) یک کشتی بود که طول آن ۲۰۲٫۸ متر (۶۶۵ فوت ۴ اینچ) بود. این کشتی در سال ۱۹۳۷ ساخته شد.